# Over the Border
Az Over the Border (a borító írásmódja szerint OVER THE BORDER) a Stereopony japán együttes második nagylemez, amely 2010. június 6-án jelent meg a gr8! Records kiadó jóvoltából.
A korong a tizenkettedik helyen mutatkozott be az Oricon eladási listáján 8109 eladott példánnyal.

## Számlista
1. Over the Border
2. Cukiakari no Micsisirube (ツキアカリのミチシルベ?, ’A holdfény útjelzőtáblája’)
3. Smilife (スマイライフ?)
4. Happy „A”
5. Never Look Back
6. Tomodacsi no Koibito (友達の恋人?, ’A barátom szeretője’)
7. Mouszou Jet (妄想ジェット?, ’Téves repülő’)
8. Cherry My...
9. Hanbunko (はんぶんこ?, ’Két ember közötti egységes szétosztás’)
10. Hosikuzu Kandelaar (星屑カンテラ?, ’Csillagpor lámpás’)
11. 100 Pararhythm (100パラリズム?)
12. Over Drive
13. Szakine (咲音?)
14. Névtelen akusztikus dal (rejtett dal)

### Limitált kiadás DVD (SRCL-7278)
- Lovers X’mas Live Digest Movie

1. Fuzz
2. I Do It
3. Cukiakari no Micsisirube (ツキアカリのミチシルベ?, ’A holdfény útjelzőtáblája’)
4. Effective Line
5. Namida no Mukó (泪のムコウ?, ’Könnyeken keresztül’)
6. Hitohira no Hanabira (ヒトヒラのハナビラ?, ’Egyetlen virágszirom’)

- Cherry Blossom Blooms 2010 Live Digest Movie

1. Smilife (スマイライフ?)
2. Nagarebosi (流れ星?, ’Hullócsillag’)
3. Daidai iro (流れ星?, ’Narancssárgára színezve’)
4. Szeisun ni, Szono Namida ga Hicujou da! (青春に、その涙が必要だ!?, ’A fiataloknak szüksége van erre a könnycseppre’)
5. Cherry My...
6. Hitohira no Hanabira (ヒトヒラのハナビラ?, ’Egyetlen virágszirom’)